# Idiocerus lucidae
Idiocerus lucidae är en insektsart som beskrevs av Hamilton 1980. Idiocerus lucidae ingår i släktet Idiocerus och familjen dvärgstritar. Inga underarter finns listade i Catalogue of Life.